# Kosmos 2260
Kosmos 2260, ruski satelit za daljinska istraživanja iz programa Kosmos. Vrste je Resurs-T. Lansiran je 22. srpnja 1993. godine u 08:45 s kozmodroma Pljesecka u Rusiji. Lansiran je u nisku orbitu oko Zemlje raketom nosačem Sojuz-U 11A511U. Orbita mu je bila 240 km u perigeju i 296 km u apogeju. Orbitna inklinacija bila je 82,2°. COSPARova oznaka je 1993-047-A. Zemlju je obilazio u 89,8 minuta. Pri lansiranju bio je mase 6300 kg. 
Misija mu je prestala 5. kolovoza 1993. 

## Vanjske poveznice
- N2YO.com Search Satellite Database
- Celes Trak SATCAT Format Documentation (engl.)
- Planet4589.org Tablični prikaz podataka o satelitima